# Armin A. Wallas
Armin Alexander Wallas (geboren 21. April 1962 in Villach; gestorben 30. Mai 2003 in Italien) war ein österreichischer Literaturwissenschaftler.

## Leben
Armin Alexander Wallas studierte in Klagenfurt von 1980 bis 1985 Deutsche Philologie und Geschichte und wurde 1989 mit einer Dissertation über Albert Ehrenstein promoviert. Ab 1990 führten ihn regelmäßige Forschungsaufenthalte nach Israel; 1994 wurde er korrespondierendes Mitglied des Verbands deutschsprachiger Schriftsteller Israels. Wallas habilitierte sich 1999 an der Universität Klagenfurt und erhielt eine Professur am Institut für Germanistik mit dem Schwerpunkt jüdische Literatur.
Wallas widmete sich der Erforschung jüdischer Schriftsteller in Europa, er gab die gesammelten Prosawerke von Eugen Hoeflich neu heraus und edierte dessen Tagebücher. Er gründete mit Andrea Lauritsch die Zeitschrift Mnemosyne und mit Primus-Heinz Kucher eine gleichnamige Buchreihe. 2001 erhielt Wallas den Karl-Otten-Preis für Expressionismus- und Exilforschung, der vom Deutschen Literaturarchiv Marbach vergeben wird.
Wallas lebte zusammen mit Andrea Lauritsch, sie haben einen Sohn. Er starb am 30. Mai 2003 während eines Italienurlaubs im Alter von 41 Jahren.

## Schriften (Auswahl)
- Stände und Staat in Innerösterreich im 18. Jahrhundert : die Auseinandersetzung um die Gerichts- und Verwaltungsorganisation zwischen den Kärntner Landständen und der zentralistischen Reformpolitik Wiens. Klagenfurt: Carinthia, [circa 1987]
- (Hrsg.): Texte des Expressionismus : der Beitrag jüdischer Autoren zur österreichischen Avantgarde. Linz : Ed. Neue Texte, 1988
- Albert Ehrenstein. Mythenzerstörer und Mythenschöpfer. München: Klaus Boer, 1994
- Klaus Amann, Armin A. Wallas: Expressionismus in Österreich. Die Literatur und die Künste. Wien : Böhlau, 1994
- Zeitschriften und Anthologien des Expressionismus in Österreich. Band 1 u. 2. Saur, München 1995, ISBN 3-598-11222-X
- (Hrsg.): Eugen Hoeflich. Tagebücher 1915 bis 1927. Wien : Böhlau, 1999, ISBN 3-205-99137-0
- (Hrsg.): Eugen Hoeflich: Feuer im Osten/Der rote Mond. Wuppertal : Arco, 2003, ISBN 3-9808410-2-2
- Deutschsprachige jüdische Literatur im 20. Jahrhundert. Hrsg. von Andrea M. Lauritsch. 3 Bände. Wuppertal: Arco, 2008. Klagenfurt, Univ., Habil.-Schr., 2003
- Evelyn Adunka, Andrea M. Lauritsch (Hrsg.): Arthur Freud. Rückblicke. Erinnerungen eines Zionisten. Mähren – Görz/Gorizia – Triest/Trieste – Wien. Kommentiert und redigiert von Armin A. Wallas. Mandelbaum, Wien 2019, ISBN 978-3-85476-822-7